# St. Norbert Provincial Park
St. Norbert Provincial Park är en park i Kanada.   Den ligger i provinsen Manitoba, i den sydöstra delen av landet, 1 700 km väster om huvudstaden Ottawa. St. Norbert Provincial Park ligger 231 meter över havet.
Terrängen runt St. Norbert Provincial Park är mycket platt.Runt St. Norbert Provincial Park är det glesbefolkat, med 17 invånare per kvadratkilometer.. Närmaste större samhälle är Winnipeg, 14,4 km norr om St. Norbert Provincial Park. 
Trakten runt St. Norbert Provincial Park består till största delen av jordbruksmark.